# İznik
İznik (latinul Nicea, görögül Nikaia) Törökország nyugati felén, Bursa tartományban fekszik, az azonos nevű körzet központja. Neve az ókori niceai zsinat és kerámiája miatt ismert világszerte. Műemlékekben gazdag, csendes, hangulatos kisváros. A körzet lakossága 2008-ban 44 524 fő volt, a városé pedig 22 170 fő.

## Története
İznik városát i. e. 2500 körül alapították. Ancore vagy Helicore volt az eredeti neve. Nagy Sándor halála után Antogoneia lett a neve az akkori uralkodója után. 325-ben és 787-ben tartották  két híres zsinatát. Az előbbi volt az, amelyik gyakorlatilag kidolgozta a ma vallott alapvető keresztény hitnézeteket. A keresztes háborúkban többször is visszafoglalták, de 1331-ben végleg az Oszmán Birodalom részévé vált. A 17. században a kerámiakészítés egyik fellegvára.

## Fajanszgyártása
Iznik és Kütahya – ezt a két törökországi várost a mai napig összeköti az, hogy mindkét település az elmúlt századokban is világhírű volt fajansztermékeiről. A fajansz – a porcelánhoz hasonlóan – fehér színű, kemény, rendkívül finom, homogén anyagú. Előállításához megfelelő alapanyagra és magas szintű technológia ismeretére volt szükség. Írott és régészeti adatok alapján tudjuk, hogy az izniki fajanszművesség a 15. század közepén alakult ki, a szultáni művészeti műhely (nakkashane) támogatásával. A régészeti ásatások során Iznikben feltártak több 15–17. században működő kerámiaégető kemencét, és bennük, illetve a környezetükben rengeteg helyi készítményt. A 17. században a fajanszművesség központja áttevődött Kütahyába, de Iznikben is tovább működtek a műhelyek. Az izniki történeti fajanszgyártásra a legutolsó adatunk egy sírkő: a fajanszmesterek vezetőjének sírköve 1680-ból.
„Az izniki csempék a Magyar Nemzeti Múzeumban is kiállításra kerültek, s az ez alkalomra készült ismertetőben így írnak: Ezen művészetek többsége az Oszmán Birodalom fénykorában (XVI.-XVIII. sz.) teljesedett ki. A török múzeumokban található tárgyak ennek fényes bizonyítékai: a finoman színezett Iznik csempék, kecses isztambuli üveg virágvázák és vizes kancsók, faragott fából készült mecsetajtók, ragyogó színes iniciálékkal díszített Koránok, ékszerek és fényűző ruhák…”
Izniki csempe díszít sok középületet és mecsetet a világban. Ezek közé tartozik a berlini Sehitlik mecset.

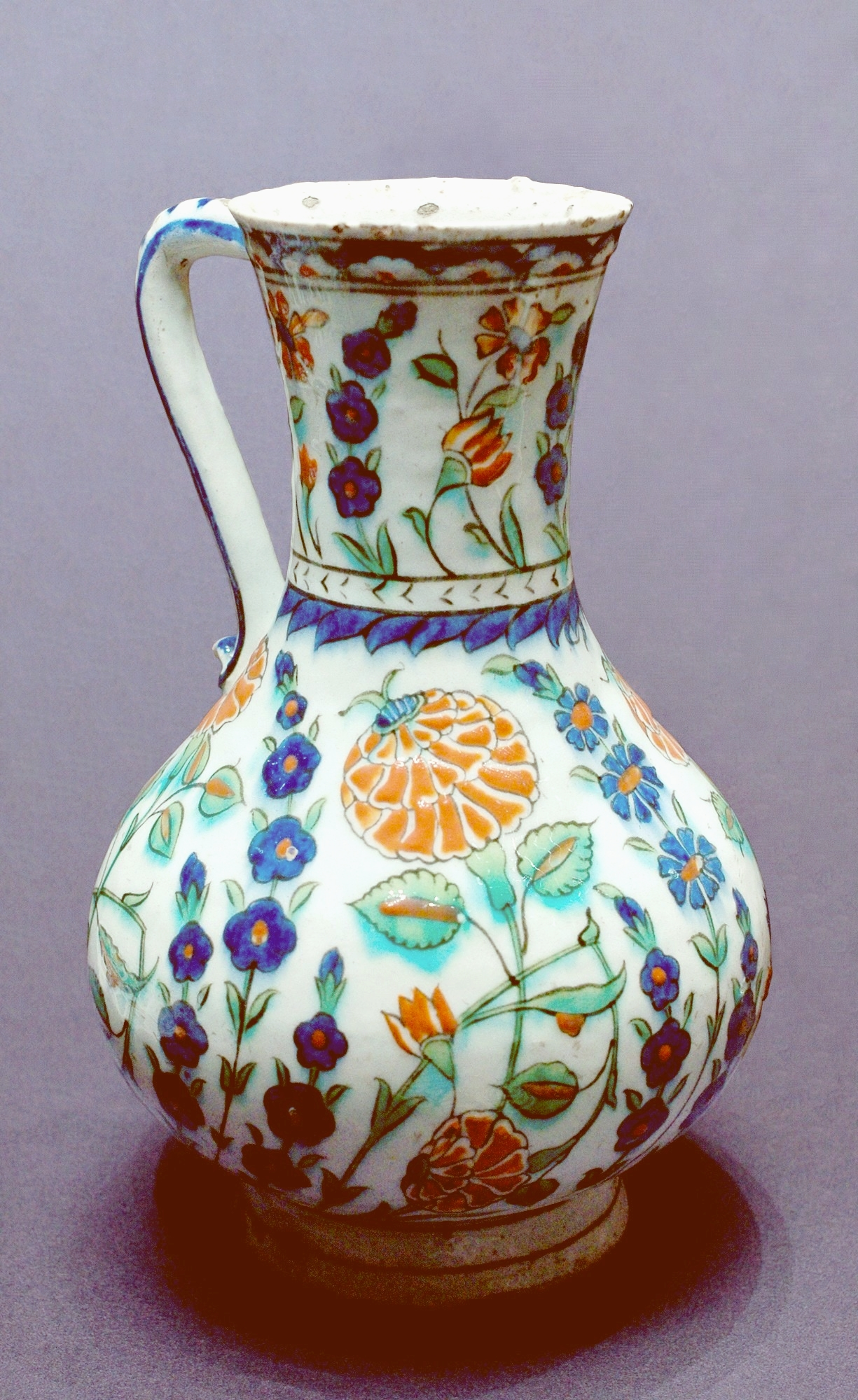
Izniki kerámiakancsó

## Látnivalói
A városközpontban, a körforgalom közelében áll az antik Aja Szófia templom romegyüttese. A közelében találjuk az oszmán-kori Cselebi mecsetet. A városfalak több ponton épen maradtak, a városkapuk közül érdemes felkeresni a Lefke nevezetűt. Fajanszmúzeuma és a közeli Zöld mecset is fontos turisztikai célpont, akárcsak az izniki tópart, ahol még ma is áll az ókori amfiteátrum maradványa. 2014-ben egy 1500 éves bazilika romjaira bukkantak az Iznik-tóban.